# کولیندا گرابار-کیتاروویچ
کولیندا گرابار-کیتاروویچ (به کرواتی: Kolinda Grabar-Kitarović) (زادهٔ ۲۹ آوریل ۱۹۶۸) سیاست‌مدار و دیپلمات اهل کرواسی است. گرابار-کیتاروویچ از ۱۹ فوریه سال ۲۰۱۵ تا ۱۹ فوریه سال ۲۰۲۰ رئیس‌جمهور کشور جمهوری کرواسی بود. او اولین زن و جوانترین کسی است که پس از اولین انتخابات چندحزبی به این مقام در کراوسی دست یافته‌است. 
پیش‌تر گرابار-کیتاروویچ، وزیر امور خارجه و معاون دبیرکل ناتو بوده‌است.
او از سال ۲۰۰۳ تا ۲۰۰۵ وزیر امور اروپا بود. گرابار-کیتاروویچ از سال ۲۰۰۵ تا ۲۰۰۸ وزیر امور خارجه و اولین وزیر اروپا به‌طور همزمان بود. وی همچنین از سال ۲۰۰۸ تا ۲۰۱۱ سفیر کرواسی در ایالات متحده آمریکا بود و از ۲۰۱۱ تا ۲۰۱۴ معاون دبیرکل ناتو تحت دبیرکل‌های اندرس فوگ راسموسن و ینس استولتنبرگ بود. او هنوز هم بالاترین مقام رسمی زن است که در ساختار اداری ناتو خدمت کرده‌است.

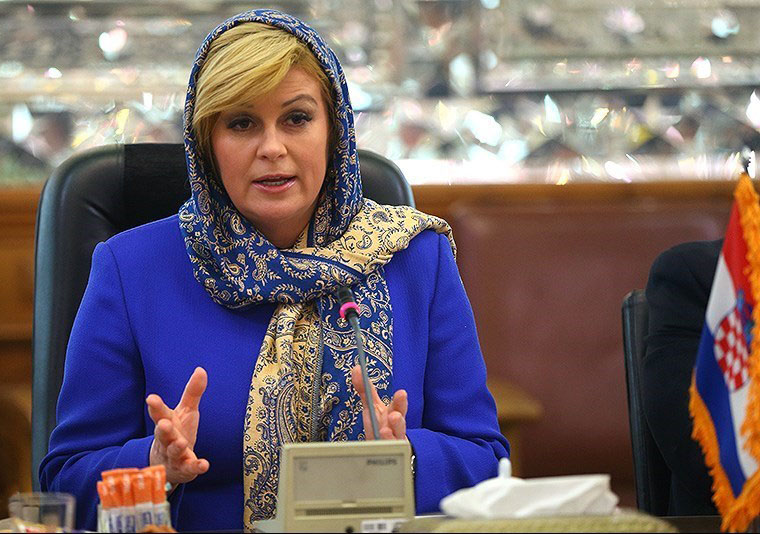
رئیس‌جمهور کرواسی در دیدار با رئیس مجلس شورای اسلامی ایران، اردیبهشت ۱۳۹۵ تهران

گرابار-کیتاروویچ در سال ۲۰۱۶ سفری به ایران داشت که این سفر با حاشیه‌هایی همراه بود.همچنین شرکت او در مسابقات جام جهانی ۲۰۱۸ هم حاشیه‌های فراوانی ایجاد کرد.

## خانواده
او در سال ۲۰۱۸ با ولی ریش ازدواج کرد وفرزندش گوری نام دارد

## تحصیلات
کیتاروویچ در زاگرب، وین، واشینگتن دی سی و هاوارد تحصیل کرده و در نهایت سال ۲۰۱۵ مدرک دکترای خود را در کرواسی دریافت کرد.
کیتاروویچ مسلط به زبان‌های کروات، انگلیسی، اسپانیایی و پرتغالی بوده و همچنین قادر به درک زبان‌های آلمانی، فرانسوی و ایتالیایی نیز است.